# Берёзовка (Немировский район)
Берёзовка (укр. Березівка) — село на Украине, находится в Немировском районе Винницкой области.
Код КОАТУУ — 0523080802. Население по переписи 2001 года составляет 103 человека. Почтовый индекс — 22845. Телефонный код — 4331.
Занимает площадь 0,53 км².

## Адрес местного совета
22845, Винницкая область, Немировский р-н, с. Великая Бушинка